# Dos Lomas
Dos Lomas es un asentamiento ubicado al oeste de la isla Soledad, islas Malvinas, sobre la costa oriental del estrecho de San Carlos, en proximidades de puerto Cachiyuyo. La península del mismo nombre se encuentra cerca.

## Historia y toponimia
A partir de mediados del siglo XIX, los nombres de origen español del archipiélago suelen identificar ubicaciones y características de la geografía de tierra adentro, como un reflejo de la necesidad de orientación, delimitación y gestión de la ganadería por parte de los gauchos del Río de la Plata que habitaron las islas desde la década de 1820 en adelante. Como en muchos otros casos, la toponimia británica usa el nombre del asentamiento en español.